# Vincent Bierinckx
Vincent Bierinckx (25 april 1990) is een Belgisch duatleet.

## Levensloop
Bierinckx was aanvankelijk actief als atleet in het veld- en langeafstandslopen (5000 en 10.000 meter). Zo werd hij onder meer vice-Belgisch kampioen veldlopen bij de militairen. Omstreeks augustus 2015 nam hij een eerste maal deel aan een duatlon, met name de sprintduatlon van Herentals. Zowel in 2016 als 2017 werd hij vervolgens Belgisch kampioen op de sprintafstand.
Op het WK van 2021 te Aviles werd hij vierde met een tijd van 1u46'08" en op de Wereldspelen van 2022 in het Amerikaanse Birmingham werd hij zesde in de eindstand van het individueel event. Hij legde er het parcours af in 1u50'12". In de 'mixed relay' werd hij er samen met Lotte Claes vierde. Het andere Belgisch team (Maurine Ricour en Arnaud Dely) behaalde er zilver.
Van beroep is hij actief in het Belgisch leger, alwaar hij is ondergebracht bij 'bataljon Bevrijding-5 Linie' te Leopoldsburg.